# شبح رانشو
شبح المزرعة هو فيلم غربي صامت أمريكي عام 1918 من إخراج ويليام ورثينجتون وبطولة براينت ووشبورن وريا ميتشل وجوزيف جيه داولينج.

## الطاقم
- براينت واشبورن في دور جيفري وول
- ريا ميتشل في دور ماري درو
- جوزيف جيه داولينج في دور جد جيفري

## روابط خارجية
- The Ghost of the Rancho  في قاعدة بيانات الأفلام على الإنترنت (بالإنجليزية)